# Hypsirhophus discurus
Hypsirhophus discurus es la única especie conocida del género dudoso extinto Hypsirhophus (que significa "techo alto") de dinosaurio tireoforo estegosáurido que vivió a finales del período Jurásico, hace 146 millones de años, durante el Titoniense, en lo que es hoy Norteamérica. Se conoce solo a partir de un espécimen fragmentario que consta de vértebras parciales de la espalda, tres de la cola y un trozo de costilla. Debido a la naturaleza fragmentaria del espécimen tipo, la falta de descripción y el único espécimen conocido, se sabe poco de Hypsirhophus. Kenneth Carpenter señaló que podría diagnosticarse por la fosa circular entre postzigapófisis en Hypsirhophus versus surcos verticales en Stegosaurus, cresta mediana que se extiende desde la base de las postzigapófisis hasta el canal neural versus ninguna cresta, una ranura en Stegosaurus ungulatus, como S. stenops, en sección transversal del pedicelo, la superficie anterior es convexa frente a ser cóncava en Stegosaurus. Las vértebras dorsales son muy altos, con 47 centímetros de altura a pesar de estar incompletos y algunos de los dorsales más grandes que se conocen.

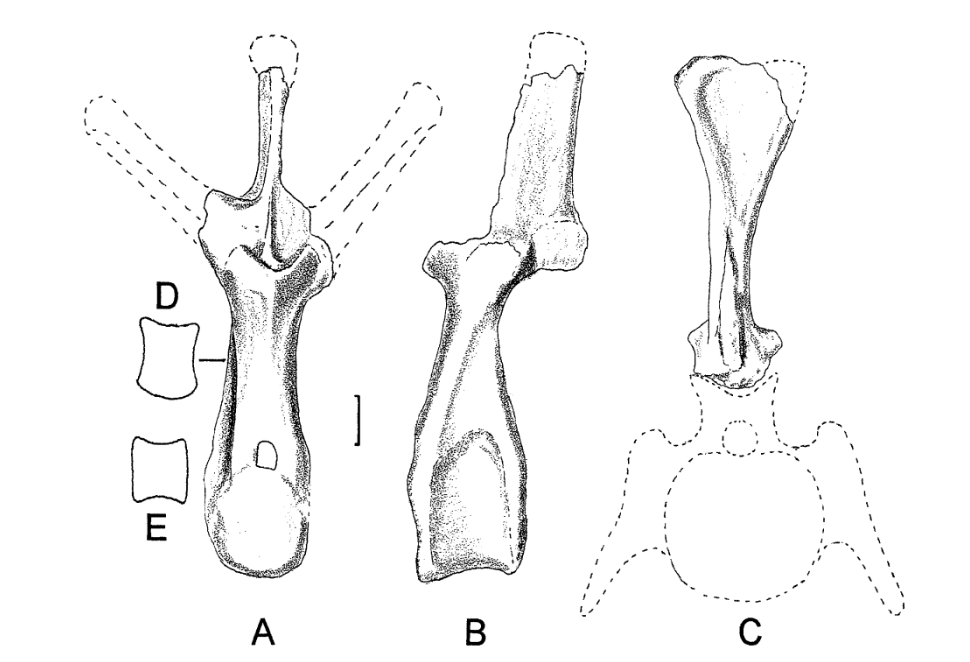
Vértebras del holotipo.

Los primeros fósiles descritos de Hypsirhophus discurus fueron desenterrados por el maestro de escuela Oramel William Lucas, quien trabajaba para Edward Drinker Cope en la Cantera 3 cerca de "Cope's Nipple" en Garden Park , un sitio fosilífero a 3,8 millas al noreste de Cañon City, Colorado , y provenía de estratos del Titoniense del Jurásico Superior. Los fósiles ahora aceptados como Hypsirhophus eran fragmentarios y provenían de un individuo, que contenía: una vértebra dorsal, 2 espinas neurales parciales, 2 centros vertebrales caudales y un fragmento de costilla. Estos fósiles fueron luego enviados a Cope, quien los describió brevemente en 1878 como parte de la Guerra de los Huesos, una competencia entre Cope y el paleontólogo de Yale Othniel Charles Marsh sobre fósiles del oeste americano. Cope agrupó incorrectamente un fémur de terópodo , posiblemente de Allosaurus, encontrado cerca del espécimen, lo que le hizo creer que era un terópodo relacionado con Laelaps o Megalosaurus y posiblemente incluso sinónimo de una especie del primero que describióLaelaps trihedrodon. El nombre genérico de Hypsirhophus significa "techo alto" por la anatomía alta de las vértebras dorsales, mientras que el nombre específico no ha sido traducido.  Al año siguiente, en 1879, Cope nombró a otra especie, Hypsirhophus "seeleyanus", basándose en varias vértebras, huesos de extremidades y dientes de una localidad desconocida en Colorado que se han perdido desde entonces, pero eran fósiles de terópodos en lugar de estegosáuridos.. Cope también nombró inadecuadamente a la especie, convirtiéndola en un nomen nudum. El holotipo de Hypsirhophus discurus fue transferido al Museo Americano de Historia Natural después de la muerte de Cope en 1897, AMNH 5731.

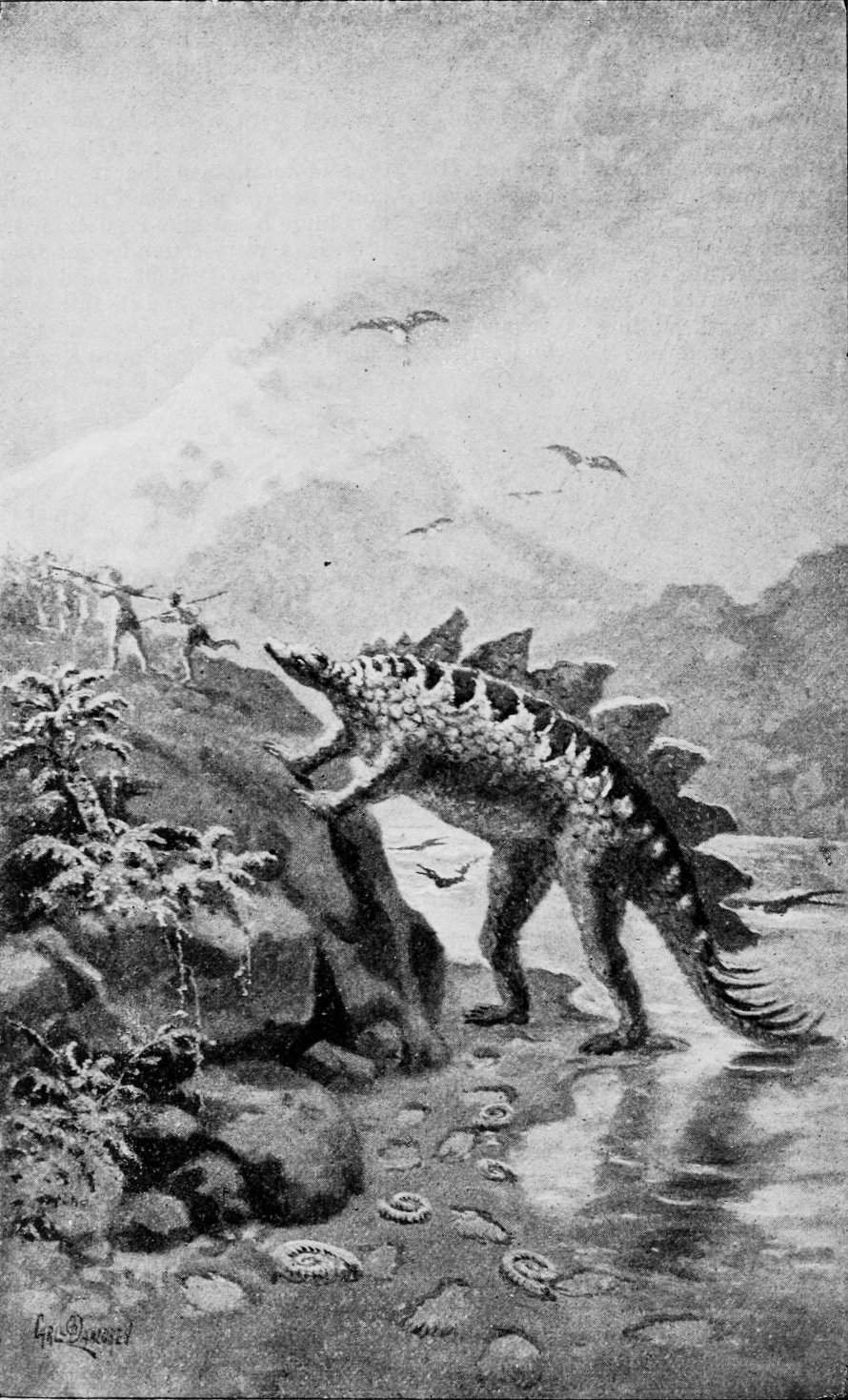
Recreación en vida obsoleta de Hypsirhophus de 1892.

No fue hasta muchos años después y las descripciones de los esqueletos completos de Stegosaurus que Hypsirhophus fue clasificado como un estegosáurido, y el rival de Cope, Marsh, colocó a Hypsirhophus en Stegosauridae en 1892. Algunos investigadores posteriores han considerado a Hypsirhophus como un sinónimo de Stegosaurus. o un dudoso, aunque Kenneth Carpenter y Peter Galton han sugerido que es distinto y válido con base en diferencias en las vértebras.